# Siphusauctum
Siphusauctum (лат.) — род вымерших животных или близких к животным существ неясной таксономической принадлежности, единственный в семействе Siphusauctidae. До 2017 года в род включали один вид — Siphusauctum gregarium, но в 2017 году учеными Университета Канзаса был описал второй вид — Siphusauctum lloydguntheri.
Название рода происходит от латинских слов siphus («чаша» или «кубок») и auctus («большой»), что связано с формой и внешним видом данного существа.
Siphusauctum существовал в среднем кембрии около 510 млн лет назад. Питался, фильтруя планктон. Имел тюльпанообразное тело («чашу»), через которое активно закачивал воду, органическое содержимое которой усваивалось через поры. Чаша располагалась на длинном «стебле», который прикреплялся к субстрату.

## Виды

### Siphusauctum gregarium
Типовой вид. Описан в 2012 году по многочисленным ископаемым остаткам, обнаруженным в формации сланцев Бёрджес на территории национального парка Йохо в канадской провинции Британская Колумбия. Длина тела составляла всего около 20 см.
Название вида происходит от латинского gregalis («стая» или «стадо») и связано с большим количеством экземпляров, найденных вместе.

### Siphusauctum lloydguntheri
Описан в 2017 году по остаткам из штата Юта. Имеет отличия по размерам и форме от Siphusauctum gregarium. Назван в честь Ллойда Гюнтера, охотника за окаменелостями, умершего в 2013 году в возрасте 96 лет, который передал окаменелости из своей коллекции музею университета Канзаса.
Это древнейший пример «стебелькового» фильтрующего организма, который нам когда-либо удавалось найти в Северной Америке. Это животное жило внутри мягких отложений органики и ила на дне водоемов и прикреплялось к ним своей ножкой. Собственно, самим организмом является верхняя часть этого «тюльпана». Внутри него находятся все органы, начиная со рта и заканчивая кишечником. В целом, это очень странное и примитивное существоЖульен Киммиг (Julien Kimmig)